# Quararibea dowdingii
Quararibea dowdingii är en malvaväxtart som beskrevs av Visch.. Quararibea dowdingii ingår i släktet Quararibea och familjen malvaväxter. Inga underarter finns listade i Catalogue of Life.